# Commerzbank Tower

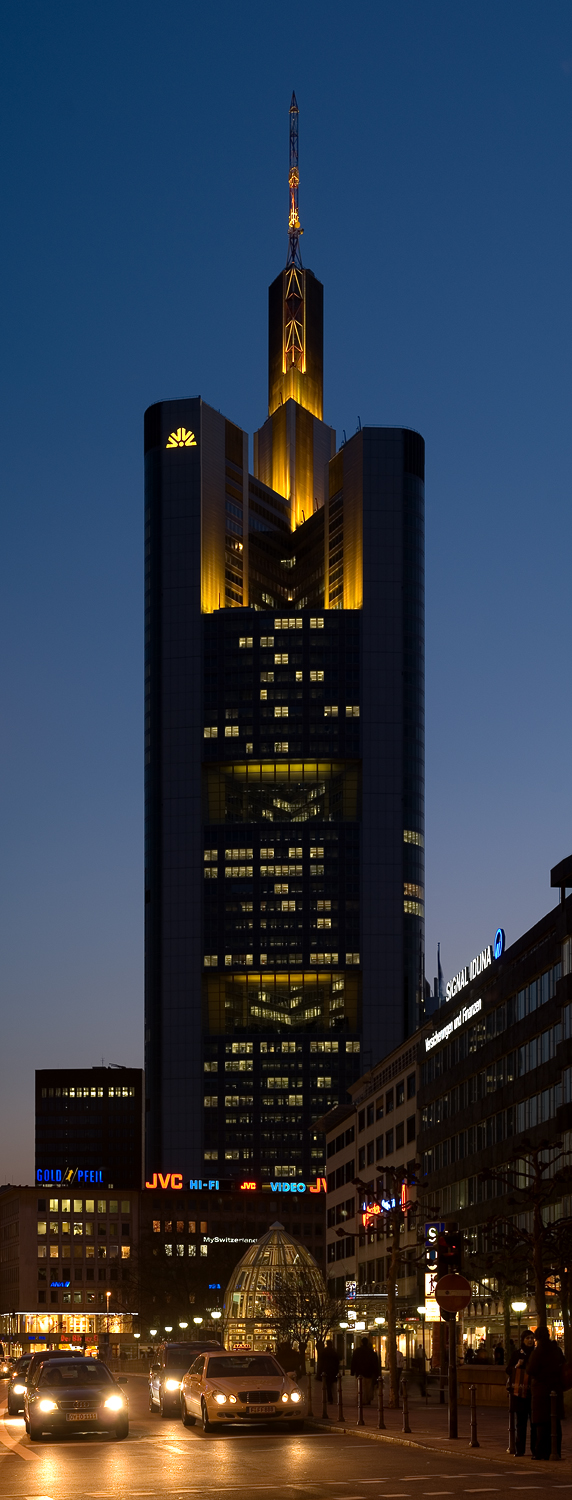

Commerzbank Tower (Turnul Commerzbank) este un zgârie-nori situat în centrul orașului  Frankfurt, Germania și este sediul central al Commerzbank (Banca de Comerț). Conducerea băncii are rezervate etajele al 47-lea  și al 48-lea. După ce a fost finalizată în anul 1997 aceasta clădire a devenit cea mai înaltă din Europa până în 2005 când a fost depășită de Triumph-Palace din Moscova. Turnul CB este de numai doi metri înaltă decât Messeturm care este, de asemenea, situată în Frankfurt. Messeturm a fost cea mai mare construcție în Europa înainte de construirea Commerzbank-Tower-lui.
Cu o înălțime de 259 metri, 56 etaje, turnul are 121.000 m² spații de birou pentru sediul Commerzbank, inclusiv spațiile grădinilor de iarnă și de iluminat natural și de circulație a aerului. Semnalul de lumină în partea de sus a turnului este la o înălțime totală de 300,1 metri.
În vecinătatea imediată au luat naștere alte înalte clădiri, inclusiv Eurotower (Banca Centrală Europeană), Maintower, Silver Tower, Japan-Center de Gallileo. Zona este cunoscută ca Bankenviertel (Cartierul Bancar sau Financiar Raion).
Commerzbank Tower a fost proiectat de Foster & Partners. Construcția clădirii a început în 1994 și a luat trei ani pentru a finaliza.